# Dibolia oudai
Dibolia oudai es una especie de insecto coleóptero de la familia Chrysomelidae. Fue descrita científicamente en 2007 por Cizek.